# Gustave Juvet
Gustave Juvet, né le  25 septembre 1896 à La Côte-aux-Fées et mort le 2 avril 1936 en Valais, est un mathématicien suisse.

## Biographie
Originaire de La Côte-aux-Fées, Gustave Juvet étudie au Gymnase de Neuchâtel. Il fréquente alors Jean Piaget avec lequel il est membre actif de la Société des jeunes amis de la nature (Amici Naturae). Ensemble, ils animent des débats publics et publient le Catalogue des batraciens du canton de Neuchâtel.
Gustave Juvet poursuit ses études à l'Université de Neuchâtel (licence en 1917) et à la Sorbonne (licence en 1919). À ce titre, il est l'élève d'Eugène Le Grand Roy, de Jacques Hadamard ou encore de Paul Langevin. À partir de 1920, Gustave Juvet enseigne à l'Université de Neuchâtel, d'abord en tant que remplaçant puis en tant que professeur ordinaire de la chaire d'astronomie et de géodésie. En 1928, il est finalement nommé professeur d'astronomie à l'Université de Lausanne. Durant cette période, Gustave Juvet enseigne aussi les mathématiques à l'École d'ingénieurs de l'Université de Lausanne (aujourd'hui EPFL). Il obtient son doctorat en 1926 devant une commission formée par Elie Cartan, Ernest Vessiot et Paul Montel.
Membre de la Société neuchâteloise des sciences naturelles dès 1915, il évolue au sein de son comité puis occupe successivement les charges de secrétaire-correspondant, de bibliothécaire, vice-président et de secrétaire-rédacteur du Bulletin de la Société neuchâteloise des sciences naturelles. Il est aussi membre de la Société neuchâteloise de géographie qu'il présidera, dès 1928, au départ d'Emile Argand. Entre 1932 et 1936, il préside la Société suisse de mathématiques.
Pionnier des études cliffordiennes et passeur, en francophonie, des théories de la relativité, Gustave Juvet, avec l'aide de Robert Leroy, entreprend de traduire ce qui représente alors la somme des temps scientifiques nouveaux : Raum, Zeit, Materie d'Hermann Weyl. Il est aussi l'auteur de nombreux articles et ouvrages scientifiques dont notamment La structure des nouvelles théories physiques.
Gustave Juvet décède en montagne, en 1936, des suites d'une embolie.

## Publications[8]

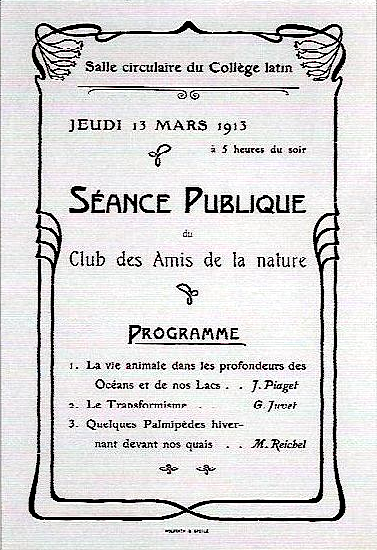
Invitation à une séance publique du Club des Amis de la nature le jeudi 13 mars 1913 avec Jean Piaget, Gustave Juvet et Manfred Reichel.

- « Quelques remarques à propos des équations différentielles linéaires et des équations intégrales », Bulletin de la Société Neuchâteloise des Sciences Naturelles, 1919, vol. 45, p. 45.
- « Les formules de Frenet dans un espace généralisé de Weyl », Bulletin de la Société Neuchâteloise des Sciences Naturelles, 1921, vol. 46, p. 56.
- Introduction aux théories de M. Einstein en vue de leur application à l'astronomie, Neuchâtel, Impr. A. Seiler, 1921.
- Introduction au calcul tensoriel et au calcul différentiel absolu, préface de Jacques Hadamard, Paris, Librairie scientifique Albert Blanchard, 1922.
- Les principes du calcul différentiel absolu et du calcul tensoriel et quelques-unes de leurs applications, Paris, Gaston Doin, 1923.
- Sur le déplacement parallèle le plus général et sur l'étude des courbes tracées dans une multiplicité quelconque, Paris, La Société, 1925.
- La Dérive des continents et la formation des montagnes, in La Revue Universelle, Tome XXIII, 1er octobre 1925, directeur Jacques Bainville.
- Mécanique analytique et théorie des quanta, Paris, A. Blanchard, 1926.
- Sur une équation aux dérivées fonctionnelles partielles et sur une généralisation du théorème de Jacobi, Paris, Librairie scientifique Albert Blanchard, 1926.
- Les Fondements des mathématiques, de la géométrie d'Euclide à la relativité générale et à l'intuitionnisme : à propos du livre récent de Ferdinand Gonseth, Paris, Doin, 1927.
- « Considérations sur la relativité et sur les théories physiques », Bulletin technique de la Suisse romande, 1929, vol. 55, 3, p. 32.
- Quelques aspects de la mécanique ondulatoire et de la théorie des quanta, Lausanne, F. Rouge, 1930.
- « Sur quelques solutions des équations cosmologiques de la relativité », Commentarii mathematici Helvetici, Turici, vol. 3, 1931, fasc. 2, p. 154-172.
- La structure des nouvelles théories physiques, Paris, Félix Alcan, 1933.
- Leçons d'analyse vectorielle, Lausanne, F. Rouge ; Paris, Gauthier-Villars, 1933.
  - Leçons d'analyse vectorielle : Première partie, Géométrie différentielle des courbes et des surfaces, théorie mathématique des champs, Lausanne, F. Rouge, 1933.
  - Leçons d'analyse vectorielle : Deuxième partie, Applications de l'analyse vectorielle, introduction à la physique mathématique, Lausanne, F. Rouge, 1935.
- « Les rotations de l'espace euclidien à quatre dimensions, leur expression au moyen des nombres de Clifford et leurs relations avec la théorie des spineurs », Commentarii Mathematici Helvetici, vol. 8, 1935.
- Mécanique analytique et mécanique ondulatoire, Paris, Gauthier-Villars, 1937.

## Traductions
- Temps, espace, matière : leçons sur la théorie de la relativité générale, par Hermann Weyl, traduction par Gustave Juvet et Robert Leroy, Paris, Librairie scientifique Blanchard, 1922.
- Théorie du rayonnement et des quanta, par James Jeans, traduction par Gustave Juvet, Paris, Librairie scientifique Albert Blanchard, 1925.
- Temps, espace, matière : leçons sur la théorie de la relativité générale, par Hermann Weyl, traduction par Gustave Juvet et Robert Leroy, nouveau tirage augmenté de commentaires, Paris, Blanchard,  1958.
- Temps, espace, matière : leçons sur la théorie de la relativité générale, par Hermann Weyl, traduction par Gustave Juvet et Robert Leroy, nouveau tirage augmenté de commentaires par Georges Bouligand, Paris,  Blanchard, 1979.